# Melbourne Holocaust Museum
Das Melbourne Holocaust Museum (früher bekannt als Jewish Holocaust Museum and Research Centre) befindet sich in Elsternwick, einem Stadtteil von Melbourne im Bundesstaat Victoria von Australien.
Das Museum wurde im Jahre 1984 von Überlebenden des Holocaust gegründet. Seine Mission ist das Gedenken an die sechs Millionen Juden, die zwischen 1933 und 1945 von den Nationalsozialisten ermordet wurden.
Das Zentrum wurde ohne nennenswerte finanzielle Unterstützung seitens der australischen Behörden oder anderer Quellen gegründet und ist deshalb von jeher auf das Engagement von Holocaustüberlebenden, ihren Familien und anderen Freiwilligen angewiesen. Dank deren tatkräftiger Unterstützung hat sich das JHC seit seiner Gründung zu einem der wichtigsten australischen Forschungszentren in diesem Bereich entwickelt.
Ziel des Museums ist die Bekämpfung von Rassismus und die Förderung von Toleranz in der Gesellschaft. Ein besonderer Schwerpunkt liegt dabei in der Wissensvermittlung über den Holocaust, insbesondere für die jüngere Generation. Jährlich besuchen etwa 16.000 Schülerinnen und Schüler das Museum.
Neben Führungen für Schulgruppen, die teils von Holocaustüberlebenden durchgeführt werden, bietet das Museum ein Erwachsenenbildungsprogramm, Lehrerfortbildungen und öffentlich zugängliche Vorträge an. In Zusammenarbeit mit der Wohltätigkeitsorganisation Jewish Care spielt das Museum außerdem eine wichtige Rolle für die Pflege und Betreuung von Holocaustüberlebenden.
Seit 2008 ist das JHC eine Gedenkdienst-Einsatzstelle des Auslandsdienstes Österreichs. Zu den Tätigkeiten von den Gedenkdienern gehören unter anderem Übersetzungsarbeit, Vorbereitung von Ausstellungen, Assistenz bei
Forschungsprojekten, Bibliotheksarbeit, Katalogisierung und Betreuung von Datenbanken.